# The Agency (jeu vidéo)
Pour les articles homonymes, voir The Agency.
The Agency est un projet de jeu vidéo d'action en ligne massivement multijoueur. Développé par Sony Online Entertainement, le jeu était prévu sur PlayStation 3 et Windows.

## Histoire
Le jeu est censé mettre en scène deux agences d'espionnage qui s'affrontent, la première luttant contre le terrorisme et la seconde étant une armée privée. Le joueur doit donc choisir entre l'une des deux et lutter contre les joueurs qui ont choisi de faire partie de l'autre camp.

## Système de jeu
The Agency met en scène des missions d'espionnage dans un monde persistant en ligne. Le joueur incarne un agent de l'U.N.I.T.E ou de ParaGON et il doit remplir divers contrats. Pour pouvoir accomplir certaines missions, il doit recruter des assistants afin de collecter des infos, récupérer du matériel, etc.
Le jeu propose une vue "à la troisième personne" — il est cependant possible de jouer en vue subjective — et les missions mélangent des phases d'infiltration, de tirs et de conduite de véhicules.

## Histoire du développement
The Agency est développé par Sony Online Seattle, un studio qui ouvre en 2005. Le jeu est officiellement annoncé en juin 2007 et sa première démonstration jouable a été présentée le mois suivant durant l'Electronic Entertainment Expo.
Le jeu est finalement annulé par Sony le 30 mars 2011 avec la fermeture de Sony Online Entertainment Seattle.